# Бакрадзе, Леонид Петрович
Ле́о (Леони́д) Петро́вич Бакра́дзе (груз. ლეო პეტრეს ძე ბაქრაძე) (5 ноября 1930, Тбилиси — 29 апреля, 1994, Москва) — советский и грузинский кинорежиссёр, кинодокументалист и актёр. Заслуженный деятель искусств Грузинской ССР (1983).

## Биография
Родился в Тбилиси 5 ноября 1930 года. После окончания актёрского факультета в Тбилисском государственном театральном институте им. Руставели в 1953 году, с 1953 по 1958 годы работал в качестве актера разговорного жанра Грузинской государственной филармонии (конферансье). В 1955 году вступил в ряды членов КПСС. С 1958 по 1962 год был актером дубляжа на киностудии «Грузия-фильм». С 1963 по 1969 год являлся директором Грузинского отделения бюро пропаганды, а с 1970 по 1973 год — директором Тбилисского Дома кино. В 1976 году стал выпускником высших режиссерских курсов при ВГИКе. С 1976 работал режиссером. В 1983 году ему присвоено звание Заслуженного деятеля искусств Грузии.

Могила на Кунцевском кладбище

Похоронен на Кунцевском кладбище.

## Творчество
Работу режиссёра отмечало глубокое погружение в атмосферу, окружавшую неординарных людей, увлечённо работающих над любимым делом, захваченных работой, идеей или мечтой. Он снимал фильмы о людях одержимых и страстных независимо от того, были они знаменитыми — фильм о Р. Кармене — или неизвестными широкой публике, такими, как Алексей Владимирович Шиуков, создатель махолёта, или Давид Ильич Арсенишвили, благодаря которому в Москве появился музей Андрея Рублёва. Творчество режиссёра часто происходило в соавторстве со сценаристом и кинодраматургом Л. А. Гуревичем. 
Бакрадзе режиссёр документальных и научно-популярных фильмов:
- «Общая вера» (1975).
- «Небом одержимый» (1978), главный приз на Всесоюзном кинофестивале, 1979 год.
- «Сердце» (1979, главный приз на Всесоюзном кинофестивале в 1980 году, в 1981 году фильм получил специальный приз на Международном кинофестивале в Москве.
- «Мравалжамиер» (1980), главный приз на Всесоюзном кинофестивале, 1981 год.
- «Время не властно» (1981), главный приз на Всесоюзном кинофестивале, 1982 год.
- «Семья» (1982), «Спешите делать добро», «Я из Тбилиси» «Человек из Очамчиры» и многие другие.

Снимался в популярных грузинских фильмах:
- «Стрекоза» (1954)[5]
- «Солнце неспящих» (1992)